# La Restinga

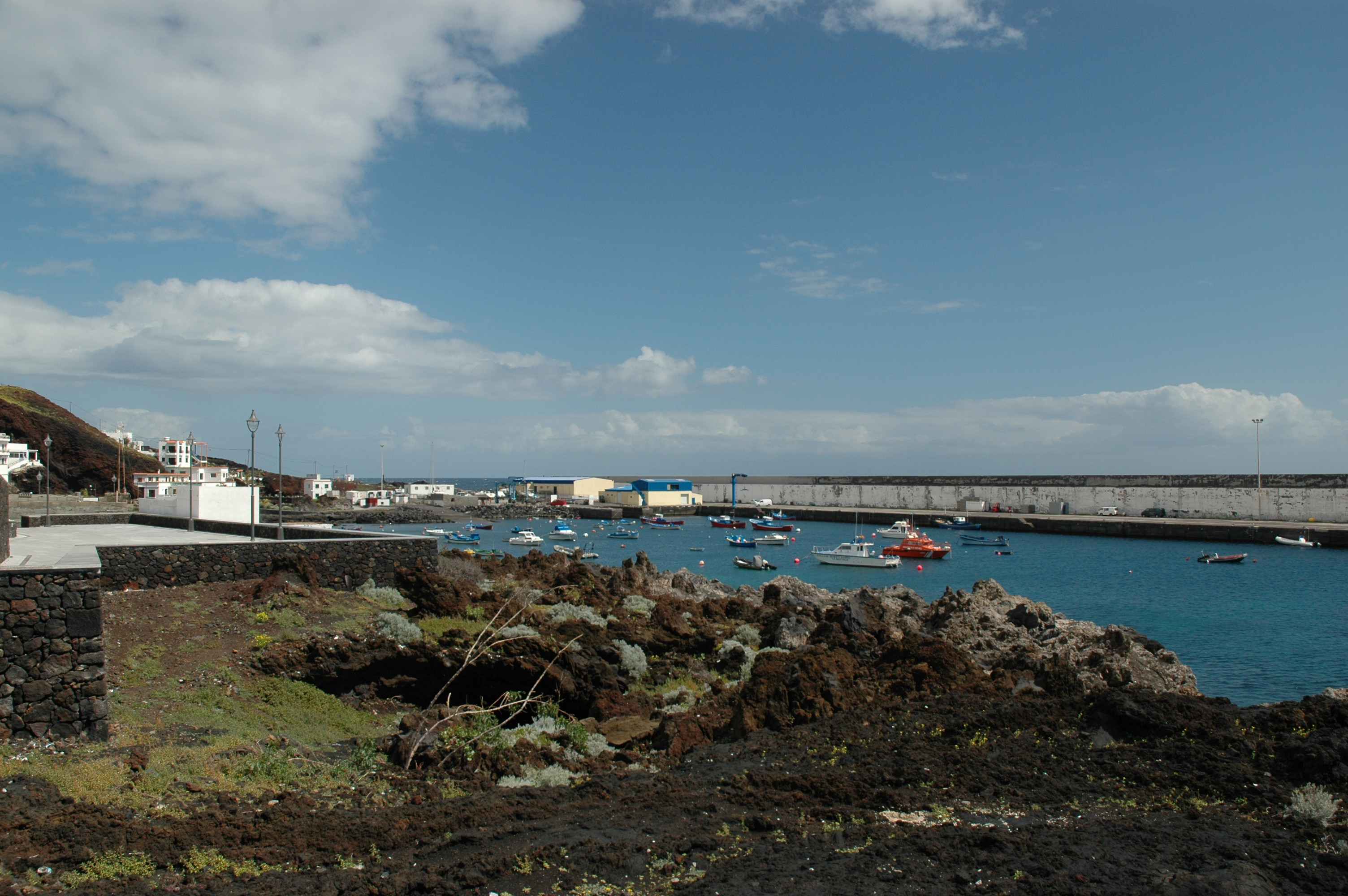
Der Hafen von La Restinga an der Südspitze El Hierros

La Restinga ist der südlichste Ort der Gemeinde El Pinar auf der westlichsten Kanareninsel, El Hierro, und zugleich der südlichste Punkt Spaniens.
2011 hatte der Küstenort 547 Einwohner. Er befindet sich an der südöstlichen Spitze El Hierros, inmitten einer unwirtlichen Lavalandschaft. Entstanden ist der Ort erst in den 1960er Jahren. Einerseits ließen sich Fischer aus dem Valle Gran Rey auf der Nachbarinsel La Gomera hier nieder, aber auch Herreños siedelten sich hier an. La Restinga lebt heute einerseits vom Fischfang und andererseits vom Tourismus. Da die Südspitze El Hierros trocken und reich an Sonne ist, wurden dort zahlreiche Appartements errichtet. Es gibt allerdings nur wenige Badestellen, einen kleinen schwarzen Lavastrand direkt im Ort und – zehn Straßenkilometer entfernt – die Lavabuchten der Cala de Tacorón.
La Restinga liegt nahe einem Tauchgebiet. Mit dem Tauchfotofestival Open fotosub findet hier im Frühjahr jährlich ein Festival der Unterwasserfotografie statt. Nordwestlich des Ortes, bis hin zum Leuchtturm von Orchilla, befindet sich das 750 Hektar große Meeresschutzgebiet Mar de las Calmas.
Im Oktober 2011 wurde der Ort in der Folge zunehmender seismischer Aktivitäten evakuiert. Nach einem kleineren Ausbruch im Meer 2,5 km vor La Restinga folgten bis Juni 2012 weitere Serien kleinerer Beben. Viele Tauchplätze blieben in der Folge gesperrt, bis 2013 konnten aber alle wieder freigegeben werden.

## Demografie
| 2000 | 2001 | 2002 | 2003 | 2004 | 2005 | 2006 | 2007 | 2008 | 2009 | 2010 | 2011 | 2012 |
| ---- | ---- | ---- | ---- | ---- | ---- | ---- | ---- | ---- | ---- | ---- | ---- | ---- |
| 443  | 466  | 484  | 490  | 481  | 523  | 535  | 541  | 568  | 568  | 547  | 547  | 564  |